# Gomphrena celosioides
Gomphrena celosioides är en amarantväxtart som beskrevs av Carl Friedrich Philipp von Martius. Gomphrena celosioides ingår i släktet klotamaranter, och familjen amarantväxter. Inga underarter finns listade i Catalogue of Life.

## Bildgalleri

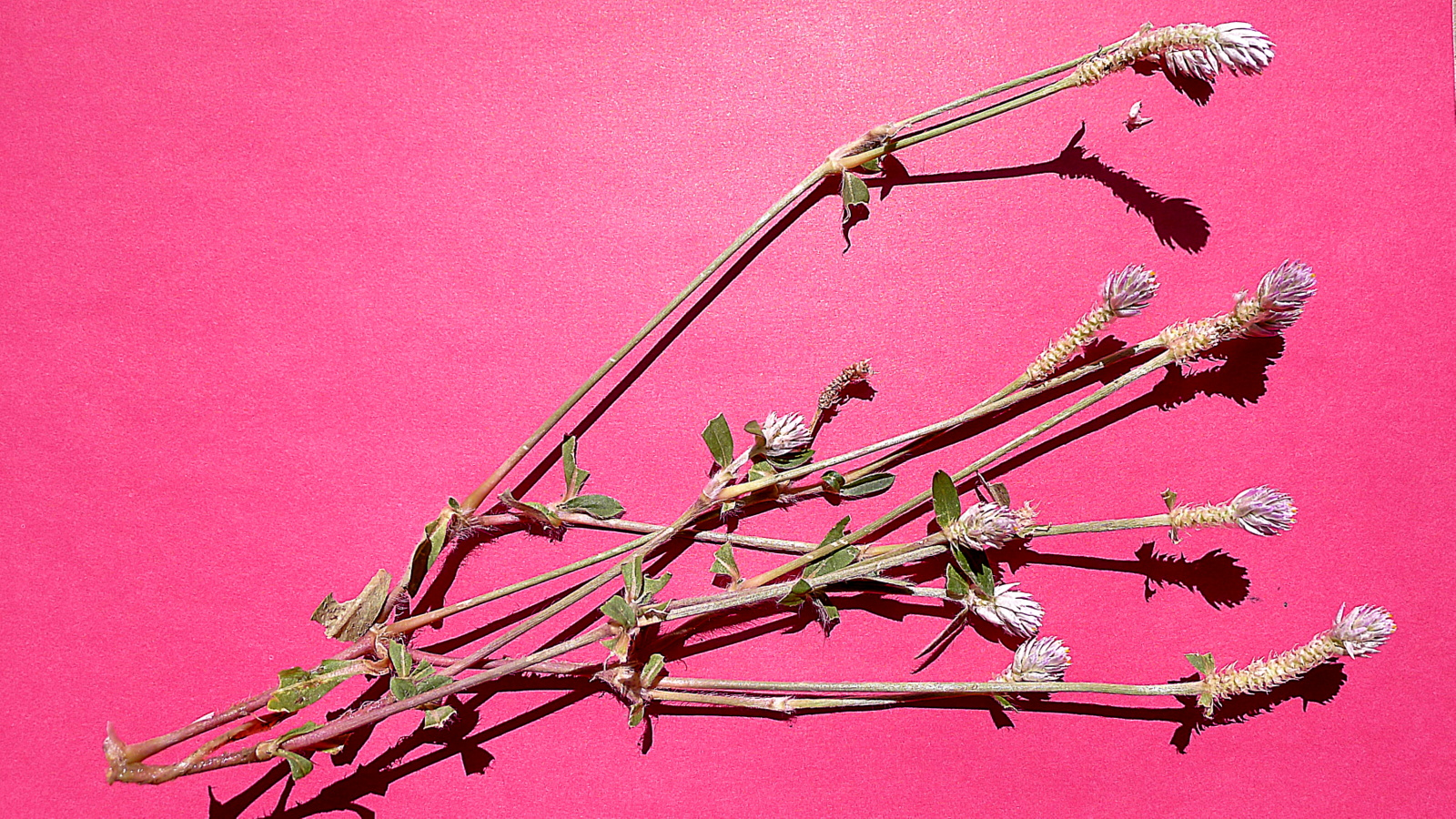
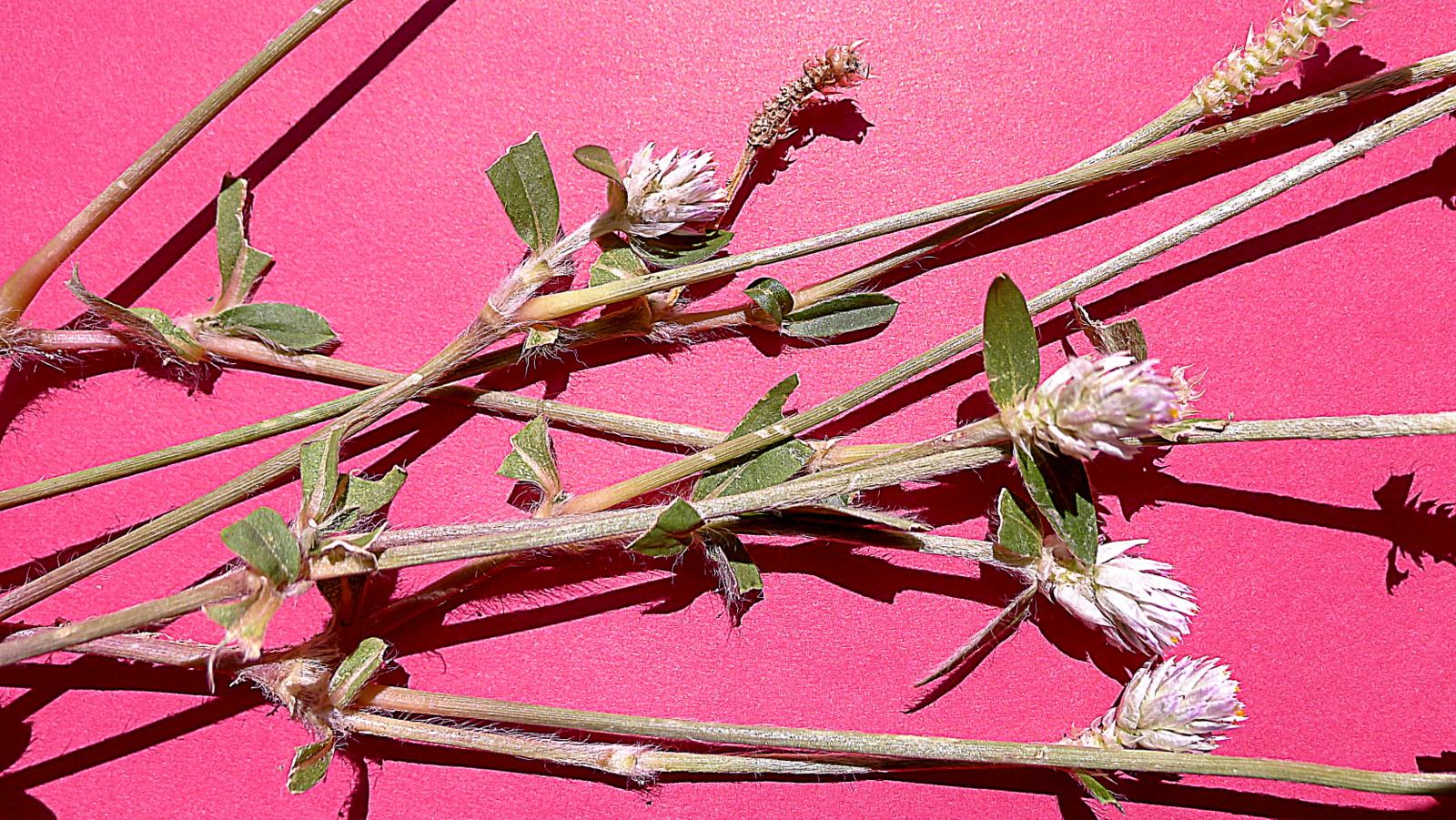
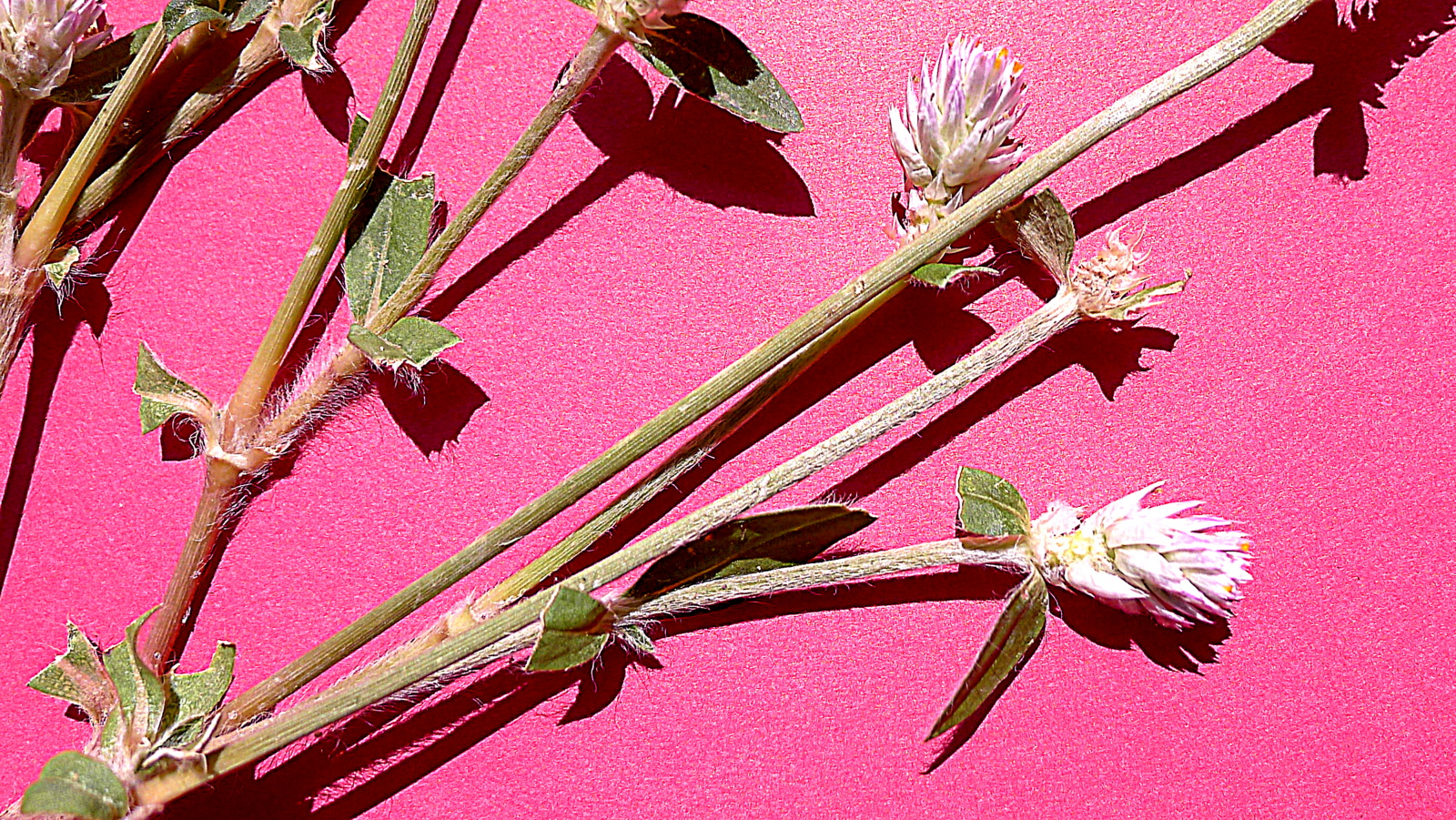
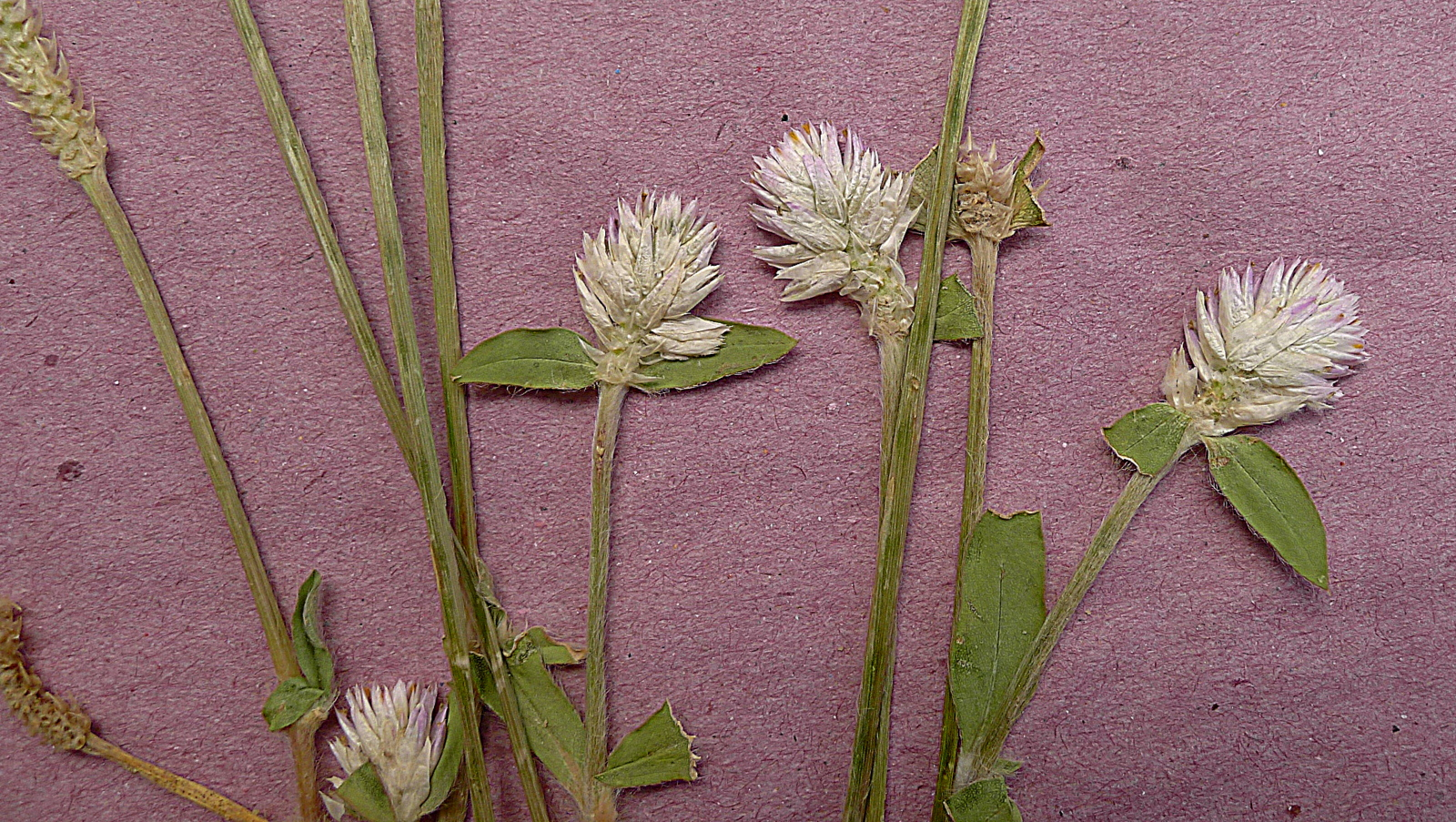
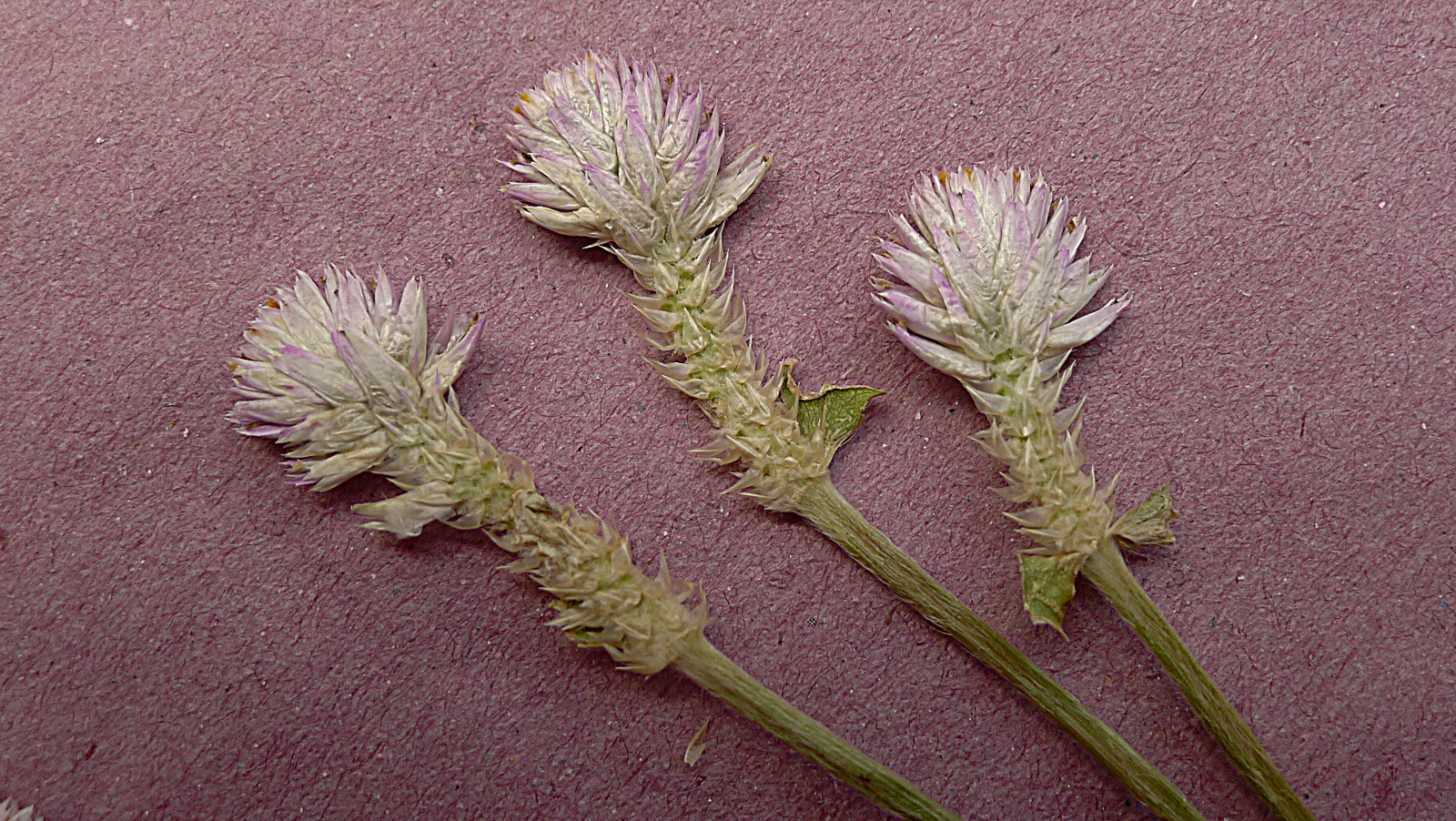
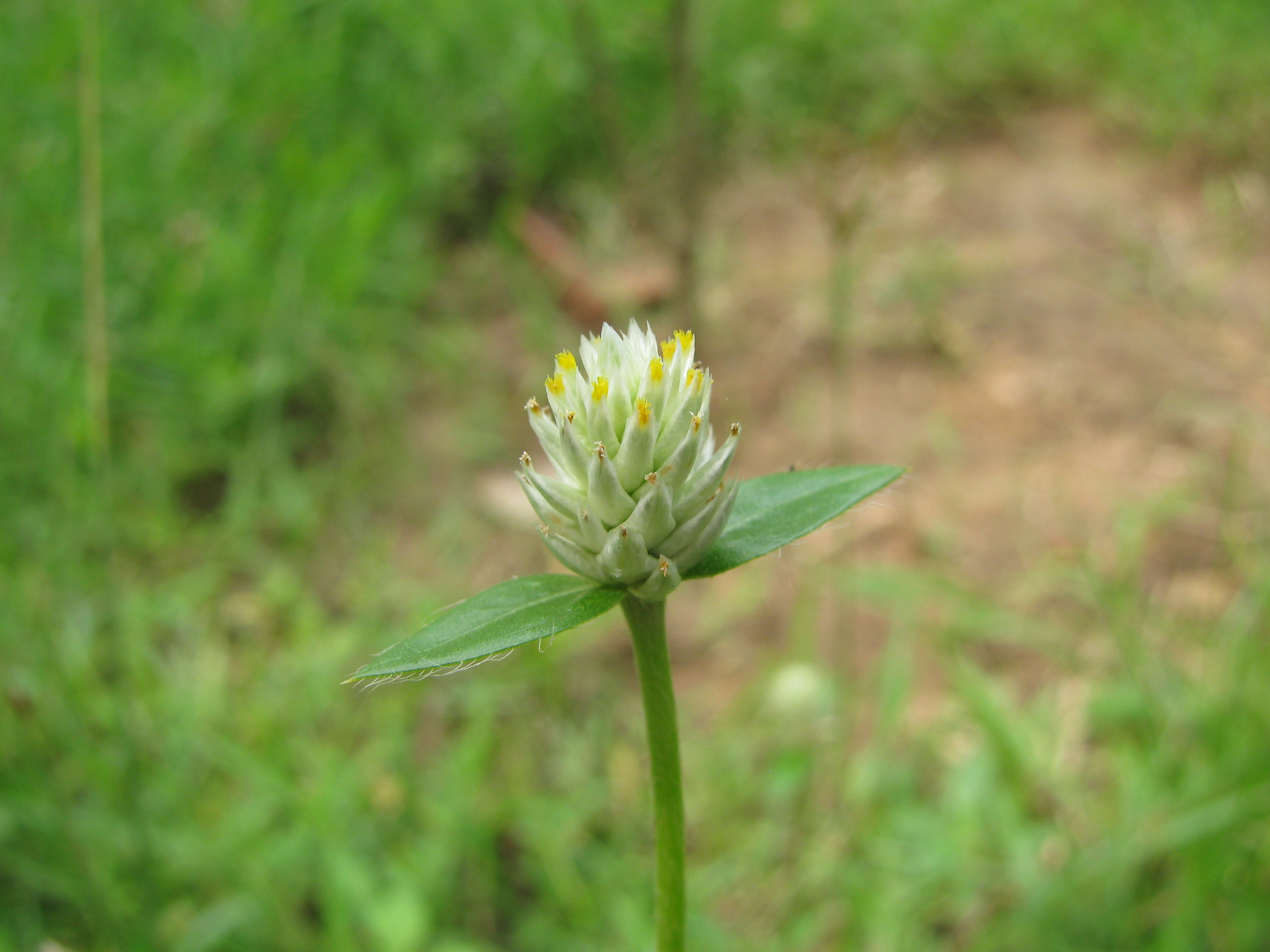